# Comodor (marina)
Comodor és un rang naval superior utilitzat en moltes marines que és equivalent a brigadier i comodor aeri. És superior a un capità de marina, però per sota d'un contraalmirall. Es considera el rang d'oficials de bandera inferior o pot no tenir la jurisdicció d'un oficial de bandera en absolut depenent del nomenament de l'oficial. Les nacions que no parlen anglès solen utilitzar el rang d'almirall de flotilla, contraalmirall o capità superior com a equivalent, tot i que el contraalmirall també pot correspondre a la meitat inferior del contraalmirall abreujat com a RDML .
Tradicionalment, "comodor" és el títol per a qualsevol oficial assignat a comandar més d'un vaixell, fins i tot temporalment, de la mateixa manera que "capità" és el títol tradicional per al comandant d'un sol vaixell, fins i tot si el títol oficial de l'oficial al servei és un rang inferior. Com a rang oficial, un comodor comanda normalment una flotilla o un esquadró de vaixells com a part d'una força de treball o flota naval més gran comandada per un almirall. El vaixell d'un comodor es designa normalment amb el vol d'un banderí ample en comparació amb la bandera d'un almirall.
"Comodor" es considera típicament com un rang d'una estrella amb un codi de l'OTAN OF-6, conegut als EUA com "rear admiral (lower half)" ("contraalmirall (meitat inferior)"), però si es considera un rang de bandera varia segons els països.
De vegades s'abreuja com a "Cdre" a la Marina Reial Britànica, "CDRE" a la Marina dels Estats Units, "Cmdre" a la Marina Reial del Canadà, "COMO" a la Marina espanyola i en algunes marines que parlen l'idioma espanyol, o "CMDE". tal com s'utilitza a la marina índia i a les marines de diversos altres països.

## Etimologia
El rang de comodor deriva del francès commandeur, que era un dels rangs més alts de les ordes de cavalleria, i en els ordes militars el títol de cavaller a càrrec d'una commande (en català, "comanda", una part local de les possessions territorials de l'ordre).

## Història
La Marina holandesa també va utilitzar el rang de commandeur des de finals del segle xvi per a una varietat de llocs temporals, fins que es va convertir en un rang permanent convencional el 1955. La Reial Força Aèria Neerlandesa ha adoptat l'ortografia anglesa de "commodore" per a un rang equivalent.
A la Royal Navy, la posició es va introduir al segle xvii per combatre el cost de nomenar més almiralls, un negoci costós amb una flota tan gran com la de la Royal Navy en aquell moment.
El rang de comodor va ser al principi una posició creada com a títol temporal per atorgar-se als capitans que comandaven esquadrons de més d'un vaixell. En moltes marines, el rang de comodor es considerava simplement com un càrrec de capità superior, mentre que altres serveis navals atorgaven al rang de comodor el prestigi de l'estatus d'oficial de bandera.

## Galeria

Comodoro de marina (Argentina)
Commodore (Austràlia)
Commodore (Bahamas)
Commodore (Bangladesh)
Commodore (Barbados)
Commodore francès: Commodore (Reial Marina Canadenca)
Comodoro (Xile)
Komodor (Croàcia)
Kommodoor (Estònia)
ኮሞዶር Komodori (Etiòpia)
Commodore (Fiji)
Kommodori suec: Kommodor (Finlàndia)
Commodore (Gàmbia)
Commodore (Ghana)
Commodore (Guyana)
Commodore hindi: कमोडोर, Kamodor (Índia)
Commodore (irlandès: Ceannasóir) (Irlanda)
Commodore (Jamaica)
Komodor (Montenegro)
Commodore (Nova Zelanda)
Commodore (Nigèria)
Commodore urdú: کموڈور (Pakistan)
Commodore (Papua Nova Guinea)
Commodore (Filipines)
Comodoro (Portugal)
Комодор Komodor (Sèrbia)
Commodore (Sierra Leone)
Commodore (Sri Lanka)
Commodore (Tanzània)
Commodore (Tonga)
Commodore (Trinidad i Tobago)
Коммодор Kommodor (Ucraïna)
Commodore (Royal Navy)